# Потоцкий, Пётр Франтишек
Граф Пётр Франтишек Потоцкий (1745—1829, Бердичев) — государственный и военный деятель Речи Посполитой, староста щыжицкий, генерал-майор польской армии, шеф полка Потоцких.

## Биография
Представитель польского магнатского рода Потоцких герба «Пилява». Четвёртый сын каштеляна львовского Юзефа Потоцкого (1695—1764) и Пелагеи Потоцкой (ум. после 1794).
Во время Барской конфедерации (1768—1772) Пётр Франтишек Потоцкий поддерживал конфедератов, после поражения восстания эмигрировал в Германию, затем вернулся на родину и получил прощение от короля.
Дипломатический эмиссар в Вене и Прешове. В 1788 году Пётр Франтишек Потоцкий выехал в Стамбул, где был назначен послом Речи Посполитой. В том же 1788 году был избран от Белзской земли послом на Четырехлетний сейм (1788—1792). Сторонник и пропагандист Конституции 3 мая 1791 года.
В 1790 году стал кавалером Ордена Белого Орла и Ордена Святого Станислава.
В 1792 году участвовал в русско-польской войне, где получил чин генерал-майора коронных войск. В 1788-1792 годах — шеф 7-го пехотного коронного полка. В армии никогда не служил. Был участником заговора и польского восстания под предводительством Тадеуша Костюшко. Во время восстания генерал-майор Пётр Потоцкий руководил Люблинским и Волынским воеводствами, Хелмской землей и Красноставским поветом. После подавления восстания выехал за границу и действовал в поддержку независимости Италии — в Венеции, Болонье и Базеле.
В 1796 году после объявлением российским императором Павлом Петровичем амнистии для участников восстания Костюшко Пётр Франтишек Потоцкий вернулся на родину. С 1812 года — предводитель (маршалок) дворянства в Киевской губернии.
Был членом Патриотического общества и симпатизировал декабристам, в 1825 году был заключен в Киеве.

## Семья
До 1780 года женился на Кристине Потоцкой (ум. 1789), дочери генерал-поручика польской армии Иоахима Кароля Потоцкого (1725—1791) и Терезы Сапеги

### Дети
Дети от первого брака:
- Казимир (1773 ─ 1797)[3]

- Ян Алоизий (1776 ─ 1854)[1][4][2]
- Александр (род. 1777)[3]
- Феликс (1779—1811), полковник 4-го пехотного полка Варшавского герцогства[1][3]